# Уфимський державний нафтовий технічний університет

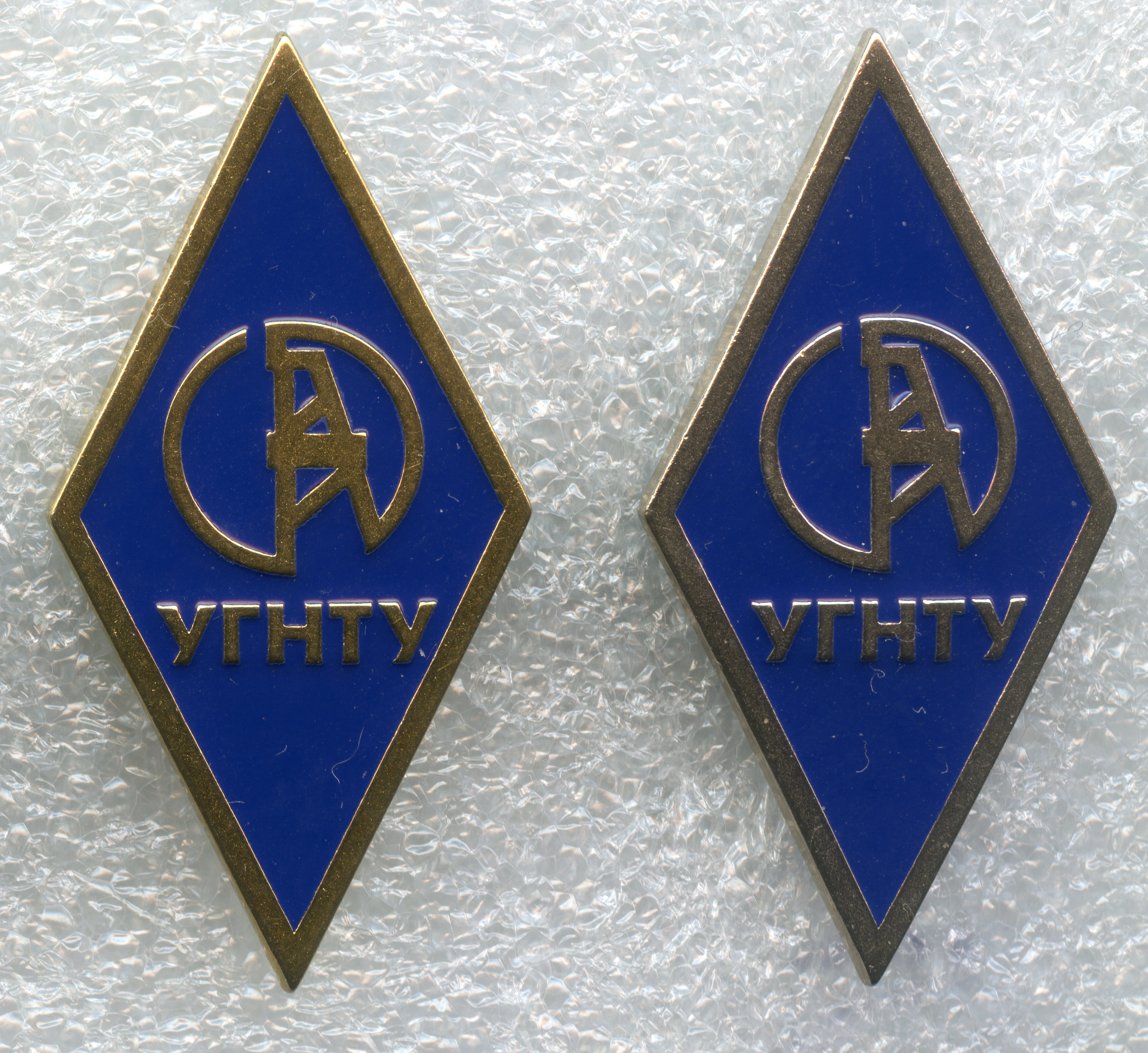
Знаки за закінчення УДНТУ

Уфимський державний нафтовий технічний університет (УДНТУ) (башк. Өфө дәүләт нефть техник университеты (ӨДНТУ) — технічний університет в місті Уфі. Один з регіональних опорних університетів.

## Історія
У жовтні 1941 року в місто Черниковськ (зараз Орджонікідзевський район міста Уфа) був евакуйований Московський нафтовий інститут імені академіка І. М. Губкіна.
У листопаді 1943 року нафтовий інститут повернувся в Москву, а в м. Черниковськ (згодом - Уфі) було організовано філію.
4 жовтня 1948 року на базі філії Московського нафтового інституту імені І. М. Губкіна організований Уфимський нафтовий інститут (УНІ). 
22 листопада 1993 року Уфимський нафтовий інститут перетворений в Уфимський державний нафтовий технічний університет (УДНТУ). 
З 23 травня 2011 року повне найменування Федеральна державна бюджетна освітня установа вищої професійної освіти Уфимський державний нафтової технічний університет (ФДБОУ ВПО УДНТУ).
УДНТУ має два студентських містечка. Один розташовується в Орджонікідзевському районі м. Уфа, а другий в мікрорайоні «Зелений гай». В останньому навчаються студенти архітектурно-будівельного факультету і двох спеціальностей гірничо-нафтового факультету.
Станом на 1995 рік у УДНТУ навчалося на денному відділенні - 5,4 тис. та вечірньому і заочному відділеннях - 1,4 тис. студентів. До цього часу в цілому було підготовлено понад 47 тис. інженерів (включаючи понад 130 іноземних фахівців-нафтовиків) за 22 спеціальностями. На 54 кафедрах працювало 750 викладачів, серед яких 18 академіків і 5 членів-кореспондентів АН РБ і галузевих академій. 74 людини мали вчений ступінь доктора наук і 450 кандидата наук. 
З 1996 року є повноправним членом Міжнародної асоціації університетів (МАУ). В університеті проводиться навчання в магістратурі, аспірантурі та докторантурі.
У 2015-2016 навчальному році відбулася реорганізація УДНТУ шляхом приєднання до УДНТУ в якості структурного підрозділу «Уфимського державного університету економіки і сервісу».  З 21 грудня 2015 року повне найменування Університету - Федеральна державна бюджетна освітня установа вищої освіти «Уфимський державний нафтовий технічний університет» (ФДБОУ ВО «УДНТУ»).

## Структура
Факультети та інститути

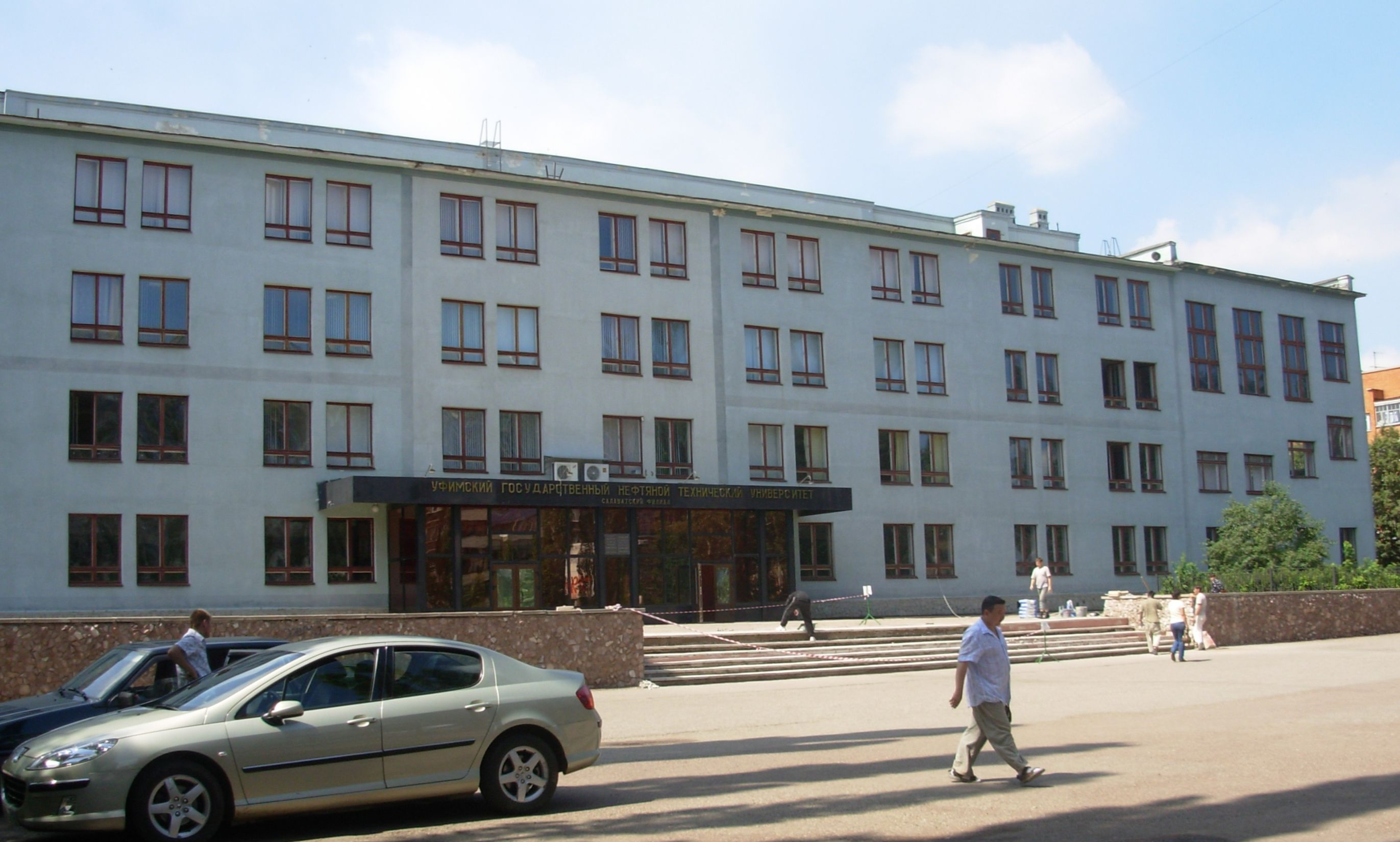
Салаватська філія УДНТУ

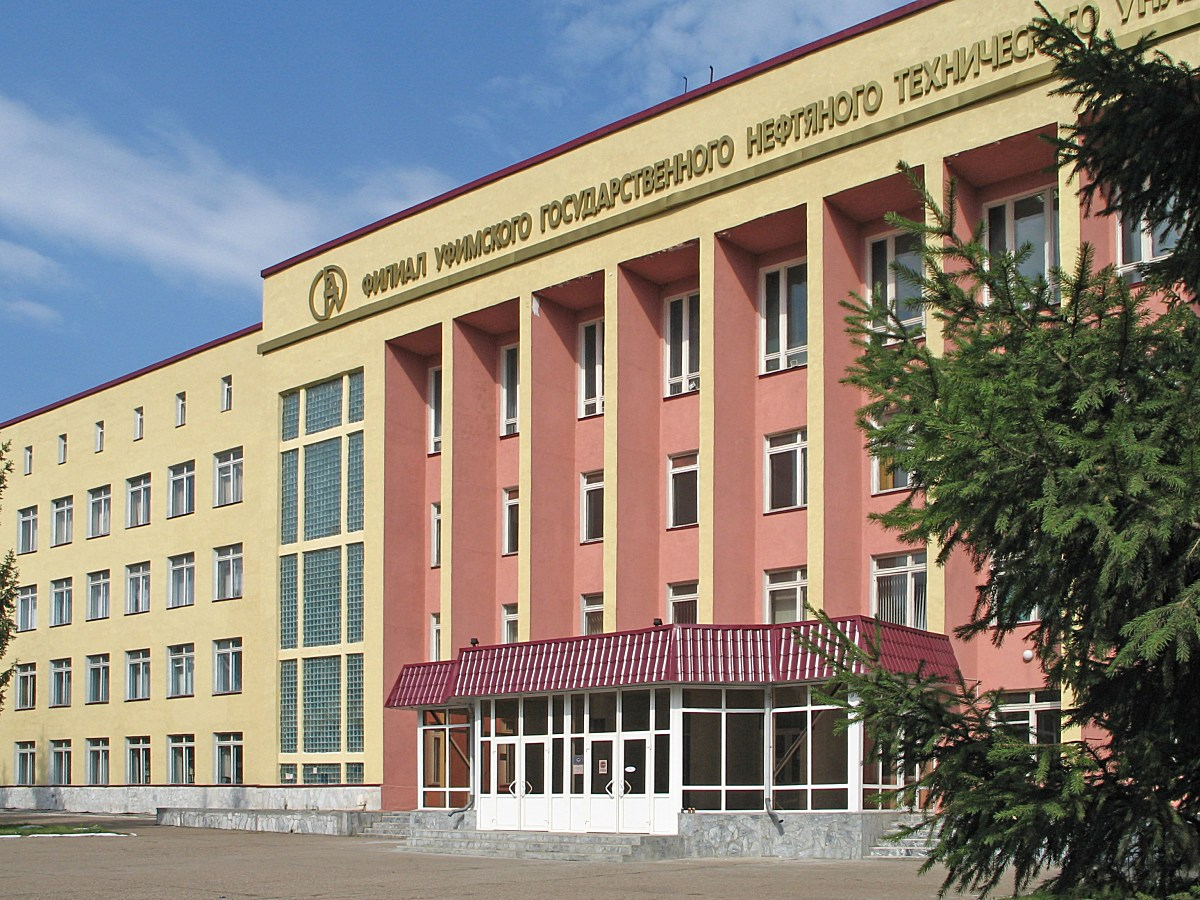
Стерлитамакська філія УДНТУ

- Гірничо-нафтовий факультет (ГНФ) [2]
- Факультет автоматизації виробничих процесів (ФАПП)
- Механічний факультет (МФ)
- Інститут нафтогазового бізнесу (ІНБ)
- Уфимська вища школа економіки та управління (УВШЕУ)
- Факультет трубопровідного транспорту (ФТТ) [2]
- Технологічний факультет (ТФ) [2]
- Архітектурно-будівельний інститут (АСД) [2]
- Факультет заочного навчання (ФЗН)
- Інститут економіки і сервісу (ІЕЗ)
- Інститут додаткової професійної освіти (ІДПО);

Кафедри:
- «Автоматизація технологічних процесів і виробництв»
- «Автомобільні дороги та технологія будівельного виробництва»
- «Архітектура»
- «Біохімія і технології мікробіологічних виробництв»
- «Буріння нафтових і газових свердловин»
- «Бухгалтерський облік і аудит»
- «Водопостачання та водовідведення»
- «Обчислювальна техніка та інженерна кібернетика»
- «Геологія і розвідка нафтових і газових родовищ»
- «Геофізичні методи досліджень»
- «Гідравліка та гідромашини»
- «Інженерна графіка»
- «Іноземних мов»
- «Історії та культурології»
- «Математика»
- «Математичні методи в економіці і фінанси»
- «Матеріалознавство і захист від корозії»
- «Механіка і конструювання машин»
- «Засувки обладнання»
- «Нафтохімія і хімічна технологія»
- «Загальна і аналітична хімія»
- «Організація і економіка в будівництві»
- «Політологія, соціологія та зв'язки з громадськістю»
- «Порошкова металургія та композиційні»
- «Прикладна математика і механіка»
- «Прикладна хімія і фізика»
- «Прикладна екологія»
- «Промислова безпека та охорона праці»
- «Промислова теплоенергетика»
- «Розробка та експлуатація газових і газоконденсатних родовищ»
- «Розробка та експлуатація нафтогазових родовищ»
- «Російська мова та література»
- «Спорудження і ремонт газонафтопроводів і газонафтосховищ»
- «Будівельні конструкції»
- «Технологічні машини і обладнання»
- «Технологія нафти і газу»
- «Технологія нафтового апаратобудування»
- «Транспорт і зберігання нафти і газу»
- «Фізика»
- «Фізична і органічна хімія»
- «Фізичне виховання»
- «Філософія»
- «Газохімії і моделювання хіміко-технологічних процесів»
- «Економіка і управління на підприємстві нафтової і газової промисловості»
- «Економіка і управління на підприємстві нафтопереробної і нафтохімічної промисловості»
- «Економіка і управління на підприємстві будівельного комплексу»
- «Економічна теорія»
- «Електротехніка та електрообладнання підприємств»
- «Електрообладнання і автоматика промислових підприємств»

Філії:
- Жовтневий 
- Салаватський
- Стерлитамакський . 

## Наукова діяльність
У УДНТУ проводяться наукові дослідження в області буріння, розробки і видобутку нафти і газу, їх транспортування і зберігання. Вивчаються способи синтезу нових матеріалів, поглиблення переробки вуглеводневої сировини, підвищення корозійної стійкості та довговічності нафтохімічного, нафтопромислового і нафтогазотранспортна обладнання. А також розробки будівельних матеріалів і технологічних процесів. Створено факультет підвищення кваліфікації працівників і фахівців нафтогазової промисловості. У співпраці з Датської технічної академією створено «Центр менеджменту та технологій». 

## Рейтинги
У 2014 році агентство « Експерт РА », включило ВНЗ в список кращих вищих навчальних закладів Співдружності Незалежних Держав, де йому було присвоєно рейтинговий клас «D» . У 2019 р. зайняв 1101-1200 місце в Міжнародному рейтингу «Три Місії Університетів»  і в 2020 році - 49 місце в рейтингу вузів Росії за версією РАЕКС .

## Відомі випускники
- Муртаза Рахімов - президент Республіки Башкортостан.
- Раліф Сафін - російський олігарх, батько популярної співачки Алсу.
- Сергій Богданчиков - російський менеджер, президент «Роснафта».
- Олександр Ананенков - заступник голови правління «Газпрому».
- Михайло Бугера - колишній депутат Державної Думи, депутат Державних зборів Башкортостану.

## Відомі професори
- Калімуллін Барий Гібатович — російський архітектор, педагог та громадський активіст. Йому приписують допомогу в будівництві Уфимського авіаційного університету та Башкирського державного університету.